# Акримиляй
Акримиляй (лит. Akriemiai) — деревня в восточной части Литвы, входит в состав Игналинского района. Население — 4 человека (2011 год).

## География
Деревня расположена в западной части района, расстояние до Игналины составляет 16 километров. Ближайший крупный населённый пункт — село Казитишкис (лит. Kazitiškis) (население 343 человека). Недалеко от Акримиляя берёт начало река Швогина.

## Население
| 1902 | 1923 | 1959 | 1970 | 1979 | 1989 | 2001 | 2011 |
| ---- | ---- | ---- | ---- | ---- | ---- | ---- | ---- |
| 72   | 82   | 49   | 33   | 37   | 17   | 10   | 4    |